# 胙城县
胙城县，中国古县名。
隋朝开皇十八年（598年）改东燕县置，治所在今河南省延津县东北。唐朝武德二年（619年）置胙州，并置南燕县。四年（621年）州废，南燕县废。胙城县改属滑州。
金朝泰和八年（1208年）移治今延津县北胙城，贞祐中徙治宜村（今胙城西）。元朝泰定元年（1324年）复还故治，属卫辉路。明朝洪武十年（1377年）废。十三年复置，属卫辉府。清朝初仍属卫辉府，雍正五年（1727年）废入延津县。